# Karıncalı, Orhaneli
Karıncalı là một xã thuộc huyện Orhaneli, tỉnh Bursa, Thổ Nhĩ Kỳ. Dân số thời điểm năm 2011 là 2.087 người.